# Kaspar van Eijl
Kaspar van Eijl (1975) is een Nederlandse zakenman en eigenaar van Van Eijl Beheer & Management, een horeca- en vastgoedbedrijf. Zijn vermogen wordt geschat op €150 miljoen.
Het bedrijf van Van Eijl, de Amrâth Groep, heeft hij in 2005 overgenomen van zijn vader, Giovanni van Eijl. Het concern is eigenaar en uitbater van onder andere een wegrestaurant bij Hazeldonk/Meer, een discotheek in Huizen en een twaalftal Nederlandse hotels (in 2020), waarvan de bekendste zijn: het Kurhaus in Scheveningen, het Scheepvaarthuis in Amsterdam en het Grand Hotel de l'Empereur in Maastricht. De hotels zijn ondergebracht in de hotelketen Amrâth Hôtels.